# Castlevania Anniversary Collection
Castlevania Anniversary Collection, cuyo título original era Akumajō Dracula Anniversary Collection (悪魔城ドラキュラ アニバーサリーコレクション Akumajō Dorakyura Anibāsarī Korekushon?, lit. "Colección Aniversario de Castillo Demoníaco de Drácula") en Japón, es un paquete de compilación que incluye ocho títulos clásicos seleccionados de la saga Castlevania. Se estrenó el 16 de mayo de 2019 en Nintendo Switch, PC (Steam), PlayStation 4 y Xbox One.
El producto es parte de la serie "Anniversary Collection" de Konami, que celebra el 50º aniversario de la compañía, y las otras dos compilaciones son Arcade Classics Anniversary Collection y Contra Anniversary Collection.[cita requerida]

## Lista de videojuegos
La compilación incluye ocho títulos clásicos seleccionados de la saga Castlevania:
- Castlevania (estrenado originalmente para NES en 1986-87)[cita requerida]
- Castlevania II: Simon's Quest (estrenado originalmente para NES en 1987)[cita requerida]
- Castlevania III: Dracula's Curse (estrenado originalmente para NES en 1989-90)[cita requerida]
- Super Castlevania IV (estrenado originalmente para SNES en 1991)[cita requerida]
- Castlevania: The Adventure (estrenado originalmente para Game Boy en 1989)[cita requerida]
- Castlevania II: Belmont's Revenge (estrenado originalmente para Game Boy en 1991)[cita requerida]
- Castlevania: Bloodlines (estrenado originalmente para Sega Mega Drive/Sega Genesis en 1994)
- Kid Dracula (estrenado originalmente de manera exclusiva para Famicom como Akumajō Special: Boku Dracula-kun en 1990)[cita requerida]

## Características
Se ha anunciado que todos los videojuegos de la colección se han mejorado con características modernas que aún no se han revelado[cita requerida].
El paquete también incluye un libro digital adicional titulado "La historia de Castlevania: Libro de la Luna Creciente", repleto de nueva información sobre estas entregas de la saga Castlevania, incluidas entrevistas con el personal de desarrollo, ideas detrás de escena y bocetos y documentos de diseño que nunca antes revelados al público.

## Desarrollo
El 12 de marzo de 2019, Office of Film and Literature Classification publicó una calificación para una aplicación realizada por Konami[cita requerida] Digital Entertainment titulada "Castlevania Anniversary Collection" (número de clasificación #283605). El producto fue calificado como "PG"[cita requerida] y destinado a ser multiplataforma.
El 19 de marzo de 2019, Konami anunció a través de su sitio web oficial el próximo lanzamiento de tres títulos recopilatorios que celebran su 50º aniversario; estos incluyen: Arcade Classics Anniversary Collection, Castlevania Anniversary Collection y Contra Anniversary Collection.
El 18 de abril de 2019, coincidiendo con el estreno internacional de Arcade Classics Anniversary Collection, se revelaron los cuatro títulos restantes de la alineación y se anunció una fecha de lanzamiento para el 16 de mayo del mismo año.